# 在異世界開拓第二人生
《在異世界開拓第二人生》是所作的日本輕小說，插圖由繪畫，本為投稿網站《成為小說家吧》連載的網絡小說，後來在2014年經由Hobby Japan出版書籍。由作畫的漫畫2016年6月於日本角川書店漫畫網站ComicWalker開始連載，台灣由東立出版社代理出版。
2018年5月22日宣佈改編電視動畫，原本預定2018年10月播出。由於輕小說內容所牽涉的歷史觀點以及作者過去在網路上發表涉嫌对中国和韩国的种族歧视言論引起爭議，2018年6月6日，原本預定爲動畫配音的聲優Twitter上遭遇網民留言抵制和恐嚇性言論，參與的其他工作也遭網民要求撤換，之後所屬之事务所代表同時发出公告表示將退出該項目，动画相关页面也已撤下。同日晚間，HJ文庫宣佈停止出版本作品，並終止與作者的合作。而其後製作委員會宣佈動畫化企劃取消。

## 登場角色
功刀蓮彌（聲：增田俊树）
94岁寿终正寝之后，被神拜托转生来到异世界。好像前世做了许多了不得的事迹，身体能力非常的高。
生前為功刀一刀流第14代當家，從小就醉心於劍道，13歲時便已經有所成就，15歲以武者修行為名前往混亂的中國，在當地以黑社會武裝成員的身分進行活動，斬殺許多黑道人物，並且在日後參加第二次世界大戰，經歷好幾次的生死關頭。一生殺人無數，被稱為「劍鬼」。
根據「創造神」所言，其為56億人中最符合祂需求的人。
紫苑·芳·法妲爾（聲：安野希世乃）
莲弥在森林中所救下的被同一队伍中的冒险者们袭击的见习剑士，稍稍有点不懂世俗的感觉。
羅娜·薛瓦利耶（聲：中岛爱）
与紫菀一同行动的僧侣。用与生俱来的美貌作为武器来接近莲弥似乎背后有什么隐瞒。
创造神（聲：山下七海）
把莲弥丢进异世界的本尊。本是经历过许多饱尝艰辛的人，但因为常常情绪高涨的样子，似乎不怎么看得到。
因為幫她管理異世界的「神」造成的混亂和衝突，導致許多悽慘死去的靈魂（如被龍咬死、被哥布林凌虐而死等）不願轉生，造成能夠支持異世界運作的關鍵：「資源」陷入不足的情況，因此希望蓮彌可以幫她帶著「資源」前往異世界，幫她在異世界滅亡前爭取說服那些「神」控制世界走向正常方向的時間。雖然本人說自己也可以強行收回管理權，但那會造成80％的世界被毀滅。
吉莉艾璐
没有名字的部下天使A。从神那里赋予了人（神？）格，作为莲弥的守护天使。

## 出版書籍

### 輕小說
| 冊數 | Hobby Japan    | Hobby Japan            | 東立出版社    | 東立出版社             |
| 冊數 | 發售日期       | ISBN                   | 發售日期      | ISBN                   |
| ---- | -------------- | ---------------------- | ------------- | ---------------------- |
| 1    | 2014年11月22日 | ISBN 978-4-7986-0922-5 | 2016年1月20日 | ISBN 978-986-462-840-7 |
| 2    | 2015年1月22日  | ISBN 978-4-7986-0948-5 | 2016年9月14日 | ISBN 978-986-470-924-3 |
| 3    | 2015年3月20日  | ISBN 978-4-7986-0984-3 | 2016年12月8日 | ISBN 978-986-482-427-4 |
| 4    | 2015年5月22日  | ISBN 978-4-7986-1017-7 | 2017年5月8日  | ISBN 978-986-486-233-7 |
| 5    | 2015年7月23日  | ISBN 978-4-7986-1051-1 | 2017年9月28日 | ISBN 978-986-486-744-8 |
| 6    | 2015年9月19日  | ISBN 978-4-7986-1074-0 | 2018年2月8日  | ISBN 978-957-260-357-4 |
| 7    | 2015年11月21日 | ISBN 978-4-7986-1118-1 | 2018年5月28日 | ISBN 978-957-261-028-2 |
| 8    | 2016年1月22日  | ISBN 978-4-7986-1154-9 | 停止出版      | 停止出版               |
| 9    | 2016年3月24日  | ISBN 978-4-7986-1197-6 | 停止出版      | 停止出版               |
| 10   | 2016年5月21日  | ISBN 978-4-7986-1228-7 | 停止出版      | 停止出版               |
| 11   | 2016年7月22日  | ISBN 978-4-7986-1264-5 | 停止出版      | 停止出版               |
| 12   | 2016年9月23日  | ISBN 978-4-7986-1290-4 | 停止出版      | 停止出版               |
| 13   | 2016年11月24日 | ISBN 978-4-7986-1328-4 | 停止出版      | 停止出版               |
| 14   | 2017年1月21日  | ISBN 978-4-7986-1368-0 | 停止出版      | 停止出版               |
| 15   | 2017年3月23日  | ISBN 978-4-7986-1412-0 | 停止出版      | 停止出版               |
| 16   | 2017年6月22日  | ISBN 978-4-7986-1467-0 | 停止出版      | 停止出版               |
| 17   | 2017年10月21日 | ISBN 978-4-7986-1556-1 | 停止出版      | 停止出版               |
| 18   | 2018年5月24日  | ISBN 978-4-7986-1650-6 | 停止出版      | 停止出版               |

### 漫畫
| 冊數 | KADOKAWA       | KADOKAWA               | 台灣角川      | 台灣角川   |
| 冊數 | 發售日期       | ISBN                   | 發售日期      | ISBN       |
| ---- | -------------- | ---------------------- | ------------- | ---------- |
| 1    | 2016年11月24日 | ISBN 978-4-04-068705-6 | 2018年7月下旬 | （已終止） |
| 2    | 2017年6月23日  | ISBN 978-4-04-069194-7 | 2018年7月下旬 | （已終止） |
| 3    | 2017年9月23日  | ISBN 978-4-04-069436-8 | 停止出版      | 停止出版   |
| 4    | 2018年1月22日  | ISBN 978-4-04-069750-5 | 停止出版      | 停止出版   |
| 5    | 2018年6月6日   | ISBN 978-4-04-069881-6 | 停止出版      | 停止出版   |
| 6    | 2019年2月22日  | ISBN 978-4-04-065125-5 | 停止出版      | 停止出版   |
| 7    | 2019年8月23日  | ISBN 978-4-04-065871-1 | 停止出版      | 停止出版   |
| 8    | 2020年4月23日  | ISBN 978-4-04-064574-2 | 停止出版      | 停止出版   |

## 争议
小说连载伊始，便有日本网民直言男主角是“南京大屠杀的犯人”。另外，一位自称是“生于日本的中国人”的Twitter用户“@SonmiChina”贴出作者在Twitter上的发言截图。截图显示，作者在2012年至2015年期间多次使用“蟲国人”、“姦国人”等词语来贬低中国人和韩国人。
小说在中国大陆原在轻文轻小说连载，在2018年动画化宣布后，小说被《环球时报》指出主角背景涉及日军侵华，令网络平台紧急下架这部小说。轻文轻小说事后发表声明称，下架小说后，平台在文化主管部门指导下，对比了原作者在日本国内发表的日语版，发现日本版权方交付供中方翻译的材料中已被日方删除了相关不当内容，所以最初未发现问题；同时宣布已立即终止与其作者的一切合作。
2018年6月5日－8日，日本《鬧鐘電視（めざましテレビ）》、《My News23》报道认为本作聲優辭退、動畫中止原因是因為遭到激进中國網民發布「殺害預告」。
作者本人在2018年6月5日晚間在Twitter上爲此次事件道歉，並將註銷個人Twitter帳號；小說問題部分在日本的網絡平台將暫時下架，已出版的紙質版本也可能被回收，並會將作品中部份不當內容修正。
2018年6月6日，原计划参演作品主要角色的四位声优增田俊树、安野希世乃、山下七海、中岛爱亦在官方Twitter帐号或所在事务所官方Twitter账号同时发表将会退出该作的配音工作。同日，HJ文库在官网撤下了有关动画化的内容，发表声明致歉，并称将“慎重处理该书籍”，之後HJ文庫宣布停止出版本作品，並終止與作者的合作。
2018年6月6日晚间，在一系列争议的影响下，本作的制作委员会在动画官网上发布了终止动画化的通知。動畫網站在日本以外地區無法使用，僅返回403 Forbidden錯誤。
2018年6月6日，大量指控本作的Twitter用戶「ソンミ@中國垢」做出了「我其實我根本沒看過這部作品」「我也只是轉環球時報的設定而已」等發言，並於6月8日刪除帳號，但又於7月26日出現，並強烈聲明自己只是轉載，7月27日，其Twitter轉為非公開。
2018年6月16日，引进本作的數碼出版商J-Novel Club发表声明宣布将在同年7月1日之后中止本作英文版的出版和销售，并搁置与日本版权方的后续商谈。

## 外部連結
- （日語）《在異世界開拓第二人生》HJ小說（已停止18卷後印刷）
- （日語）《在異世界開拓第二人生》電視動畫官方網站（已关闭访问；页面存档备份 （页面存档备份，存于），存于Megalodon）
- （日語）ComicWalker漫畫網站
- （日語）電視動畫《在異世界開拓第二人生》官方的X（前Twitter）（已关闭）